# Bene così
Bene così è il settimo album del cantautore pop italiano Alex Britti, pubblicato l'11 giugno 2013 dall'etichetta discografica It.Pop. Il primo singolo estratto, che ha anticipato l'uscita dell'album, è il brano Baciami (e portami a ballare).
Il secondo singolo, Bene così, viene pubblicato il 6 settembre 2013.

## Tracce
Testi e musiche di Alex Britti, eccetto dove indicato.
1. Baciami (e portami a ballare) – 3:20
2. Bene così – 3:50
3. Senza chiederci di più – 4:25 (Alex Britti, Federico Zampaglione)
4. Romantici distratti – 3:58
5. Perché mi vuoi – 3:37
6. Passione e disincanto – 4:20
7. Velox – 2:41
8. Gli occhi dei bambini – 3:54 (Stefano Rosso)
9. Fino al giorno che respiro – 3:52
10. Naomi – 4:04

## Musicisti
1. Baciami (e portami a ballare)
  - Alex Britti - chitarra, basso, voce
  - Mel Gaynor - batteria
  - Stefano Sastro - tastiere
  - Pierdavide Carone e Gabriella scalise - cori
2. Bene Cosi
  - Alex Britti - voce, chitarra, basso, tastiere, batteria
  - Juan Carlos Zamora - archi
3. Senza chiederci di più
  - Alex Britti - voce, chitarra, basso, batteria, tastiere
  - Stefano Sastro - tastiere
4. Romantici distratti
  - Alex Britti - voce, chitarra, basso, batteria, tastiere
  - Jack Tama - percussioni
  - Stefano Sastro - tastiere
5. Perché mi vuoi
  - Alex - voce, pianoforte, armonica bocca
6. Passione e disincanto
  - Alex Britti - voce, chitarra, basso, percussioni
  - Luca Trolli - batteria
  - Stefano Sastro - piano, tastiere
7. Velox
  - Alex Britti - chitarra
8. Gli occhi dei bambini
  - Alex Britti - chitarra, voce
  - Daniele Sorrentino - contrabbasso
  - Roberto Pistolesi - batteria
  - Julian Mazzariello - pianoforte
  - Stefano Sastro - tastiere
9. Fino al giorno che respiro
  - Alex Britti - chitarra, basso, tastiere, voce
  - Mel Gaynor - batteria
  - Stefano Sastro - tastiere
10. Naomi
  - Alex Britti - chitarra, basso, voce
  - Mel Gaynor - batteria
  - Stefano Sastro - tastiere

## Classifiche
| Classifica (2013) | Posizione |
| ----------------- | --------- |
| Italia            | 24        |